# Jean Delagrive
Jean Delagrive (né en 1689 à Sedan et mort le 18 avril 1757 à Paris) était un prêtre lazariste français, connu pour ses contributions à la cartographie et à la géométrie. Il a été le géographe attitré de la ville de Paris. Il était également membre de la Société Royale de Londres.

## Biographie
Après de premières études en Ardennes, il vient à Paris et entre dans la congrégation de la Mission ou congrégation des prêtres de Saint-Lazare.
Ordonné prêtre, il est envoyé en Pologne et enseigne ainsi  la théologie à Cracovie en 1713. En 1714, il est de retour sur Paris et se consacre à la géométrie et à la cartographie. Il publie en 1718 le plan de la Capitale, publication qu'il estime trop imparfaite. Il en détruit les planches et s'attache désormais à obtenir des publications plus fidèles de ses relevés..
Il est nommé géographe de Paris, et publie un plan en 1728. Il est chargé notamment de cartographier le cours de la Seine et de ses affluents. Il publie également en 1740 un ouvrage sur Les Environs de Paris relevés géométriquement. Le premier atlas de Paris et de sa banlieue (qui n'est pas encore qualifiée de banlieue mais d'environs) ainsi que la première carte détaillée de la Seine sont conservés au département des cartes et plans. Il est l’auteur de plusieurs plans complémentaires, dont un plan de Versailles daté de 1746 et un plan de Paris divisé en seize quartiers en exécution de l'ordonnance du 24 février 1744, gravé par Martin Marvie en 1756. Ses travaux sont marqués par une grande exactitude, et par la qualité de leur édition. 

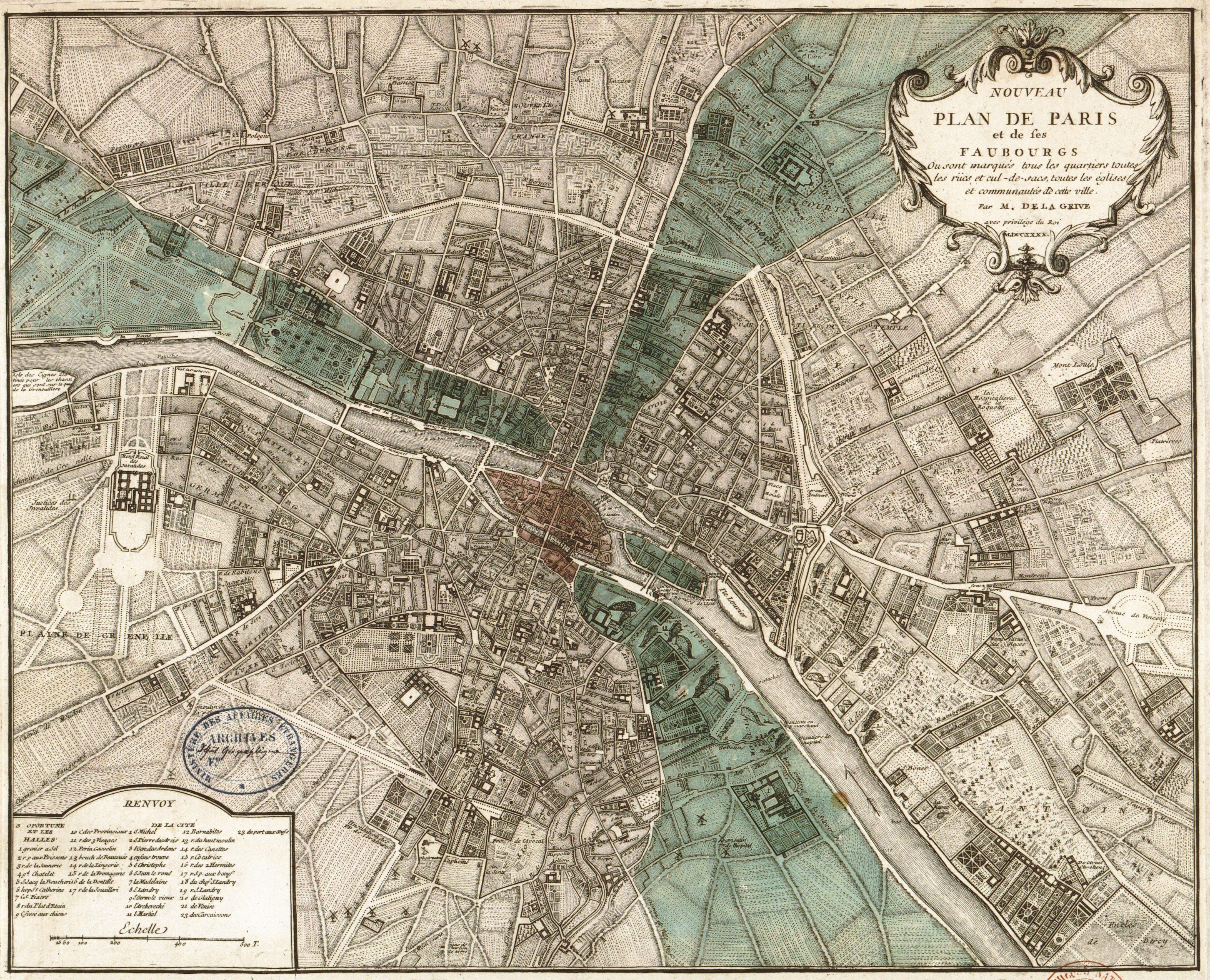
Carte de Paris en 1740 par l'abbé Delagrive
Plan de Versailles - Delagrive 1746

Il collabore avec César-François Cassini sur la détermination de la méridienne de l'Observatoire de Paris. 
L'abbé Delagrive est à l'origine de l'emplacement de l'Hôtel des Monnaies de Paris, quai de Conti. Le projet de transfert en cet immeuble a été dessiné en 1750. 
C'est sur l'une de ses cartes que serait apparu pour la première fois le nom des Champs-Élysées.
Il n'oublie pas non plus sa passion pour la géométrie et publie notamment 1754 un manuel de trigonométrie sphérique. Ces travaux sont d'ailleurs cités dans l'Encyclopédie ou Dictionnaire raisonné des sciences, des arts et des métiers.